# 26679 Thomassilver
26679 Thomassilver este un asteroid din centura principală de asteroizi.

## Descriere
26679 Thomassilver este un asteroid din centura principală de asteroizi. A fost descoperit pe 18 martie 2001 la Socorro, New Mexico, în cadrul proiectului LINEAR. Asteroidul prezintă o orbită caracterizată de o semiaxă mare de 2,54 ua, o excentricitate de 0,20 și o înclinație de 7,2° în raport cu ecliptica.